# Murino (Rosja)
Murino (ros. Мурино) – miasto w Rosji, w obwodzie leningradzkim, w rejonie wsiewołożskim. Prawa miejskie otrzymało w 2019 roku.